# Шени (Јон)
Шени (фр. Cheny) насеље је и општина у источном делу централне Француске у региону Бургоња, у департману Јон која припада префектури Осер.
По подацима из 2011. године у општини је живело 2436 становника, а густина насељености је износила 250,62 становника/km². Општина се простире на површини од 9,72 km². Налази се на средњој надморској висини од 89 метара (максималној 145 m, а минималној 82 m).

## Демографија
| 1962. | 1968. | 1975. | 1982. | 1990. | 1999. | 2011. |
| ----- | ----- | ----- | ----- | ----- | ----- | ----- |
| 1.556 | 1.678 | 2.210 | 2.523 | 2.521 | 2.535 | 2.436 |

График промене броја становника у току последњих година